# 泉古菌門
泉古菌門（拉丁語：Crenarchaeota）是古菌的一個大分支，包括很多超嗜熱生物，但在某些海洋裏的超微浮游生物中也佔有相當比例（尚未成功培養），也有腸道中分離出的種類（餐古菌目）。它們和其它古菌主要區別在於16S rRNA的序列。從系統發育樹上看，泉古菌的分支相對較短，且非常接近古菌的基部。按照伯傑氏手冊，目前本門只分一個綱（熱變形菌綱／Thermoprotei）和四個目（未包含餐古菌）。